# Симарон (Њу Мексико)
Симарон (енгл. Cimarron) град је у америчкој савезној држави Њу Мексико.

## Демографија
По попису из 2010. године број становника је 1.021, што је 104 (11,3%) становника више него 2000. године.
| Група             | 2000.       | 2010.       |
| Белци             | 358 (39,0%) | 419 (41,0%) |
| Афроамериканци    | 1 (0,1%)    | 1 (0,1%)    |
| Азијати           | 1 (0,1%)    | 0 (0,0%)    |
| Хиспаноамериканци | 540 (58,9%) | 573 (56,1%) |
| Укупно            | 917         | 1.021       |